# David Rysdahl
David Rysdahl est un acteur américain né le 2 avril 1987 à New Ulm au Minnesota.

## Filmographie

### Cinéma
- 2008 : Graduation Day : Alec
- 2010 : Intimacy
- 2014 : Girl Seeking : Daniel
- 2015 : That's Not Us : Spencer
- 2017 : The Revival : Eli
- 2018 : Dead Pigs : Sean Landry
- 2019 : The Ghost of Hank Williams : le directeur de nuit
- 2020 : Nine Days : Mike
- 2021 : The Land of Owls
- 2022 : Sans issue : Lars
- 2023 : Oppenheimer : Donald Hornig
- 2023 : Booger
- 2023 : Vow : Stuart
- 2024 : The Way the Crow Flies : Jack
- 2026 : SOULM8TE de Kate Dolan

### Télévision
- 2016 : Next Big Thing : Torn
- 2017 : Bull : Wes (2 épisodes)
- 2019 : The Family : Jeff Sharlet (3 épisodes)
- 2023 : Black Mirror  Nathan (1 épisode)
- 2023 : Fargo : Wayne Lyon (9 épisodes)
- 2025 : Alien: Earth : Arthur Sylvia